# Aitz Txiki
 (septembre 2010).
Aitz Txiki ou Astxiki (selon l'appellation recommandée par l'Académie de la langue basque) est une montagne située dans le massif d'Anboto en Biscaye, dans les Montagnes basques. L'Aitz Txiki culmine à 786 m d'altitude.

## Étymologie
Aitz Txiki signifie « petit rocher » du basque aitz (« rocher ») et txikia (« petit »).

## Géographie
L'Aitz Txiki est un des plus petits sommets composant le massif d'Anboto ou montagnes du Durangaldea, également connues comme « la petite Suisse » et qui font partie du parc naturel d'Urkiola. Tout comme l'Anboto et le reste des sommets qui forment la crête, l'Aitz Txiki est constitué d'immenses plaques de calcaire récifal. Ces calcaires sont de couleur gris clair, très durs et compacts. Ils possèdent une grande quantité de fossiles de coraux coloniaux, et de gros coquillages de la sous-classe Heterodonta (grand mollusque en forme de coupe) et de la famille Ostreidae. La sierra parcourt la partie orientale du parc selon une direction allant du nord-ouest au sud-est.
Son double sommet (le plus haut étant l'Aitz Txiki et le petit, l'Artxua ou Sorginkobetagana), est pointu, élancé et globalement très escarpé. L'Aitz Txiki est séparé de l'Alluitz par le col d'Artola qui se trouve sur sa voie d'ascension principale. Il aurait autrefois abrité une construction militaire (apparaissant dans certains écrits comme un château) dont il reste des traces de fondations. Cette construction servait à la surveillance de l'ancien chemin d'Urkiola qui reliait le Durangaldea avec le plateau et traversait Atxarte.
Dans ses pentes, se trouvent les principales voies de l'école d'escalade d'Atxarte, enseignant l'escalade au doigt de l'Usokobetagaña. Dans la face nord se trouve la grotte d'Astokoba dans laquelle son principal explorateur José Miguel de Barandiarán a trouvé des restes préhistoriques.